# Фрідріх Вільгельм фон Клаузевіц
Фрідріх Вільгельм фон Клаузевіц (нім. Friedrich Wilhelm von Clausewitz; 6 вересня 1809, Грауденц — 10 січня 1881, Берлін) — німецький поліцейський.

## Біографія
Представник знатного прусського роду. Син генерал-лейтенанта Прусської армії Вільгельма Бенедикта фон Клаузевіца (1773–1849) та його дружини Фрідеріки, уродженої фон Гюльзен (1774–1850).
Він вивчав право і вступив на державну службу в 1832 році як урядовий асесор. 19 серпня 1840 року його було призначено начальником поліції Данцига. Він реорганізував поліцію і портову поліцію та заснував нові поліцейські відділки у місті. У 1842 році він став директором, а через рік — президентом поліції Данцига. У 1859 році, після серії великих пожеж у Данцизі, він заснував підлеглу йому професійну пожежну команду у колишньому міському дворі, на місці нинішньої вулиці Огарна. Через будівельну поліцію він контролював усі будівельні роботи з реконструкції, перепланування та будівництва нових будівель у місті. Він контролював реєстраційний реєстр мешканців та прикордонний рух. Усі державні інвестиційні проєкти вимагали його схвалення. 1 жовтня 1875 року вийшов у відставку за власним бажанням. 

## Сім'я
Був одружений з Фанні Гагебек (1810–1888).

## Нагороди[2]
- Почесний громадянин міста Данциг (16 грудня 1857)
- Орден Червоного орла 3-го класу
- Орден Корони (Пруссія) 3-го класу
- Орден Святого Володимира 4-го ступеня (Російська імперія)
- Орден Святої Анни 2-го ступеня (Російська імперія)

Всі вище перераховані ордени були вручені до 1872 року.